# Christophe Rochus
Christophe Rochus (Namen, 15 december 1978) is een Belgisch ex-tennisprofessional en padeller. 

## Levensloop
Hij was prof van 1996 tot 2010. Zijn jongere broer Olivier tennist ook. Rochus speelt rechtshandig. Zijn hoogst behaalde plaats op de wereldranglijst is de 38e (op 1 mei 2006).
Daarnaast is hij actief in het padel. In 2016 maakte hij deel uit van de Belgische selectie die deelnam aan het wereldkampioenschap in het Portugese Cascais.
Hij heeft samen met zijn vriendin Sophie twee kinderen: dochter Elena (°12/02/2007) en zoon Arthur (°26/10/2008). Hij kondigde op 1 oktober 2010 zijn afscheid aan. Rochus stopte als nummer 201 van de wereld.

## Titels (1)

### Enkel (0)
Rochus won geen enkeltitel in het ATP-circuit, maar wel drie Challenger-toernooien en één Future-toernooi.

### Dubbel (1)
- 2000: Chennai

## Eindejaarsranking wereldranglijst
| 2009 | 2008 | 2007 | 2006 | 2005 | 2004 | 2003 | 2002 | 2001 | 2000 | 1999 |
| ---- | ---- | ---- | ---- | ---- | ---- | ---- | ---- | ---- | ---- | ---- |
| 86   | 69   | 194  | 78   | 41   | 113  | 84   | 143  | 69   | 74   | 120  |

## Prestatietabel
| Legenda | Legenda                          |
| ------- | -------------------------------- |
| g.t.    | geen toernooi gehouden           |
| l.c.    | lagere categorie                 |
| –       | niet deelgenomen                 |
| G       | uitgeschakeld in de groepsfase   |
| 1R      | uitgeschakeld in de eerste ronde |
| 2R      | uitgeschakeld in de tweede ronde |
| 3R      | uitgeschakeld in de derde ronde  |
| 4R      | uitgeschakeld in de vierde ronde |
| KF      | uitgeschakeld in de kwartfinale  |
| HF      | uitgeschakeld in de halve finale |
| F       | de finale verloren               |
| W       | het toernooi gewonnen            |
| w-v     | winst/verlies-balans             |

### Prestatietabel grand slam, enkelspel
| Toernooi        | 1999 | 2000 | 2001 | 2002 | 2003 | 2004 | 2005 | 2006 | 2007 | 2008 | 2009 | 2010 |
| --------------- | ---- | ---- | ---- | ---- | ---- | ---- | ---- | ---- | ---- | ---- | ---- | ---- |
| Australian Open | –    | 4R   | 3R   | 2R   | 2R   | 1R   | 2R   | 1R   | 1R   | –    | 1R   | 1R   |
| Roland Garros   | 1R   | 1R   | 1R   | 1R   | 2R   | 2R   | 1R   | 2R   | 1R   | –    | 3R   | –    |
| Wimbledon       | –    | 2R   | 1R   | 1R   | 1R   | 1R   | 1R   | 1R   | –    | 1R   | 1R   | –    |
| US Open         | –    | 1R   | 2R   | –    | 1R   | –    | 1R   | 1R   | –    | –    | 1R   | –    |

### Prestatietabel grand slam, dubbelspel
| Toernooi        | 2005 | 2006 | 2007 | 2008 | 2009 | 2010 |
| --------------- | ---- | ---- | ---- | ---- | ---- | ---- |
| Australian Open | –    | 3R   | –    | –    | 1R   | 1R   |
| Roland Garros   | 1R   | 1R   | –    | –    | 2R   | –    |
| Wimbledon       | 1R   | 1R   | –    | –    | 1R   | –    |
| US Open         | 1R   | 1R   | –    | –    | 1R   | –    |